# 단산고등학교
단산고등학교(丹山高等學校)는 충청북도 단양군 어상천면에 있었던 공립 고등학교이다.

## 학교 연혁
- 1984년 11월 27일: 개교
- 2015년 2월 28일: 31년만에 폐교[1]